# Windmühle Hittfeld
Die Windmühle Hittfeld, auch Hittfelder Mühle, ist eine unter Denkmalschutz stehende Holländerwindmühle (Erdholländer) in der Gemeinde Seevetal in Niedersachsen. Sie ist das Wahrzeichen des Seevetaler Ortsteils Hittfeld und die einzige Windmühle in Seevetal, die heute noch existiert. Die Windmühle Hittfeld ist Teil der Niedersächsischen Mühlenstraße.

## Lage
Die Windmühle Hittfeld steht am südlichen Ortsrand, in unmittelbarer Nähe der BAB 1 und des evangelisch-lutherischen Friedhofs Hittfeld.

## Geschichte
Die Windmühle Hittfeld ist ein Erdholländer ohne Galerie mit windgedrehter Kappe oder Flügelhaube. Sie wurde 1875 erbaut und ging 1899 in den Besitz der Familie Voss über. Der heutige Besitzer ist Heinrich Voss. Durch einen Sturm wurde die Windmühle Hittfeld im Jahre 1954 stark beschädigt. Die vollkommene Instandsetzung der Mühle erfolgte 1957. Gewerbsmäßig genutzt wird die Mühle Hittfeld mittlerweile nicht mehr. Dennoch ist die Technik vollkommen erhalten und funktionstüchtig, sodass ein Mahlen theoretisch möglich ist.
Bereits 1964 deklarierte der Mühlenhistoriker Wilhelm Kleeberg in seiner Niedersächsischen Mühlengeschichte diesen Erdholländer als „unbedingt erhaltungswürdig“. Zur Sanierung und zum Erhalt der Windmühle in Hittfeld für zukünftige Generationen wurde inzwischen der Förderverein Hittfelder Windmühle e. V. gegründet.
Die Hittfelder Windmühle ist ein beliebtes Fotomotiv. So zieren Fotografien zum Beispiel als Titelmotiv den Geburtstagskalender Das historische Hittfeld des Heimatvereins Hittfeld und Umgegend e. V. sowie als Kalenderblätter für die drei Monate Februar, August und Dezember 2019 den Kalender Windmühlen in Seevetal. Historischer Kalender für das Jahr 2019.

## Sonstiges
In unmittelbarer Nähe zur Windmühle Hittfeld befindet sich eine gleichnamige Diskothek.

## Film
- Der unheimliche Mönch[7]